# Volo Avianca 9463
Il volo Avianca 9463 era un volo passeggeri interno da Bucaramanga a Bogotá in Colombia. Il 12 aprile 1999, un Fokker F50 che operava sulla rotta venne dirottato da un commando di sei guerriglieri dell'Esercito di Liberazione Nazionale (ELN). L'aereo trasportava 41 passeggeri e cinque membri d'equipaggio.

## Dirottamento
Il volo Avianca 9463 stava operando una rotta tra le città di Bucaramanga e Bogotá, quando intorno alle 10:30 sette uomini armati si alzarono dai loro posti e si identificarono come membri dell'Esercito di Liberazione Nazionale (ELN). Le autorità colombiane vennero a conoscenza del dirottamento intorno alle 12:30. I dirottatori chiesero ai passeggeri di assumere la posizione d'emergenza e di non alzare la testa. Una volta che la cabina passeggeri fu sotto controllo, uno dei dirottatori entrò nel cockpit con una pistola e costrinse il comandante dell'aereo a uscire. Il dirottatore forzò il primo ufficiale a dirottare l'aereo su una pista di atterraggio clandestina chiamata “Los Sábalos”, situata nel villaggio di El Piñal, distretto di Vijagual, tra i comuni di Simití e San Pablo, nel sud del dipartimento di Bolívar.
Una volta a terra, i dirottatori scesero dall'aereo e aspettarono accanto ad esso, mentre un altro gruppo di guerriglieri dell'ELN del gruppo "Heroes de Santa Rosa" fece scendere i passeggeri e l'equipaggio dal Fokker. Tra i passeggeri erano presenti un bambino e diversi anziani. Portarono i passeggeri dell'aereo nella giungla circostante e successivamente li fecero galleggiare lungo un fiume dove vennero poi trasferiti in un campo dove rimasero fino al loro rilascio.

## Rilasci
Un giorno dopo il dirottamento, i dirottatori dell'ELN liberarono il bambino e cinque anziani grazie a trattative con il delegato della Croce Rossa Ernesto Herrera Calderon. Il 15 aprile 1999 i sequestratori liberarono altre tre persone che versavano in condizioni di salute non buone grazie allo stesso delegato. Il 7 maggio vennero rilasciate altre quattro persone, sempre grazie a Calderon, che svolse il ruolo di facilitatore e intermediario neutrale durante le trattative per la liberazione. Gli ostaggi furono rilasciati gradualmente fino al 22 novembre 2000, giorno in cui fu liberato l'ultimo ostaggio, Gloria Amaya de Alfonso.. Durante il calvario morì una persona: Carlos Gustavo González. L'organizzazione del loro rilascio è stata inizialmente gestita dal giornalista e comico Jaime Garzón, che in precedenza era stato mediatore per la liberazione di 100 persone rapite dalle FARC-EP un anno prima. Garzón, avrebbe incontrato i dirigenti dell'ELN nel carcere di Itagüí per accelerare la liberazione degli ostaggi, ma queste mediazioni furono interrotte perché il giornalista venne ucciso dai paramilitari che lo accusavano di voler trarre profitto dagli ostaggi, oltre ad altri incidenti.

## Atti giudiziari
La Corte Suprema di Giustizia della Colombia ratificò la decisione della Seconda Corte Penale del Circuito di Bucaramanga del 16 maggio 2005. La sentenza condannò i sequestratori, Luis Eduardo Galvis Rivera, William Ricardo Blanco Suárez e Héctor Dante Becerra Salazar a 37, 36 e 36 anni di reclusione, rispettivamente, per i reati di sequestro di persona aggravato, sequestro e dirottamento di velivoli, falsità materiale in atti pubblici e distruzione, soppressione e occultamento di atti pubblici. Blanco e Becerra sono stati condannati per distruzione, soppressione e occultamento di un documento pubblico, oltre ad una multa di 1.199 pesos di dollari e all'incapacità di ricoprire uffici e funzioni pubbliche fino a 10 anni.
Sempre per il dirottamento del volo Avianca 9463 è stato giudicato colpevole anche José María Ballestas, che si trovava in Venezuela. Ballestas è stato successivamente estradato in Colombia, dove è stato infine condannato. Sono stati condannati anche i dirottatori Herlinto Chamorro Acosta, alias "Antonio García", Israel Ramírez Pineda, alias "Pablo Beltrán, e Ever Castillo Sumaleva, alias "El Gallero".
Il 12 settembre 2007, nel quartiere Los Olivos di Barranquilla, è stato catturato l'ultimo dirottatore, María Orlinda Guerrero, alias "La Negra Yesenia", accusata dalle autorità colombiane di essere il capofila del Frente de guerra Darío de Jesús Ramírez Castro. La Guerrero è stata accusata di aver pianificato il dirottamento dell'aereo.